# 通远镇 (永登县)
通远镇，是中华人民共和国甘肃省兰州市永登县下辖的一个乡镇级行政单位。

## 行政区划
通远镇下辖以下地区：
牌楼村、晓林村、上坪村、边岭村、团庄村、青岭村、临坪村、捷岭村、张坪村和涝池村。